# Berlin Nordbahnhof
Berlin Nordbahnhof er en jernbanestation i centrum af Berlin, Tyskland. Nordbahnhof betjenes af S-Bahn samt flere bus- og sporvognslinjer.
Stationens historie går tilbage til 1842, hvor Stettiner Bahnhof blev indviet sammen med jernbanestrækningen til Stettin, der forbandt Berlin med feriestederne omkring Østersøen. Antallet af passagerer steg hurtigt, hvilket betød at stationen blev en af byens travleste og måtte udvides. Efter 2. verdenskrig var stationen beliggende i den sovjetiske sektor, mens jernbanen til stationen gik gennem Vestberlin. DDR lukkede derfor stationen i 1952 og rev stationsbygningen ned i 1962. Den nærliggende S-Bahn-station blev dog bevaret under navnet Nordbahnhof. S-Bahn-stationen var en af den første på Nord-syd-banen, der mod syd førte til Friedrichstraße og Unter den Linden. Efter at have levet en tilværelse som spøgelsesbanegård i DDR-tiden, blev Nordbahnhof genåbnet i september 1990.